# Marie-Anne de Sardaigne
Pour les articles homonymes, voir Marie-Anne d'Autriche.
Marie-Anne Caroline Pie de Savoie, princesse de Sardaigne, née le 19 septembre 1803 à Rome et morte le 4 mai 1884 à Vienne, est l'épouse de l'empereur Ferdinand Ier d'Autriche, avec lequel elle se marie en 1831 et, à ce titre, impératrice consort d'Autriche ainsi que reine consort de Hongrie, de Bohême et de Lombardie-Vénétie jusqu'en 1848, date de l'abdication de son époux. Elle a pour sœur jumelle Marie-Thérèse de Savoie, princesse de Lucques puis duchesse de Parme.

## Biographie

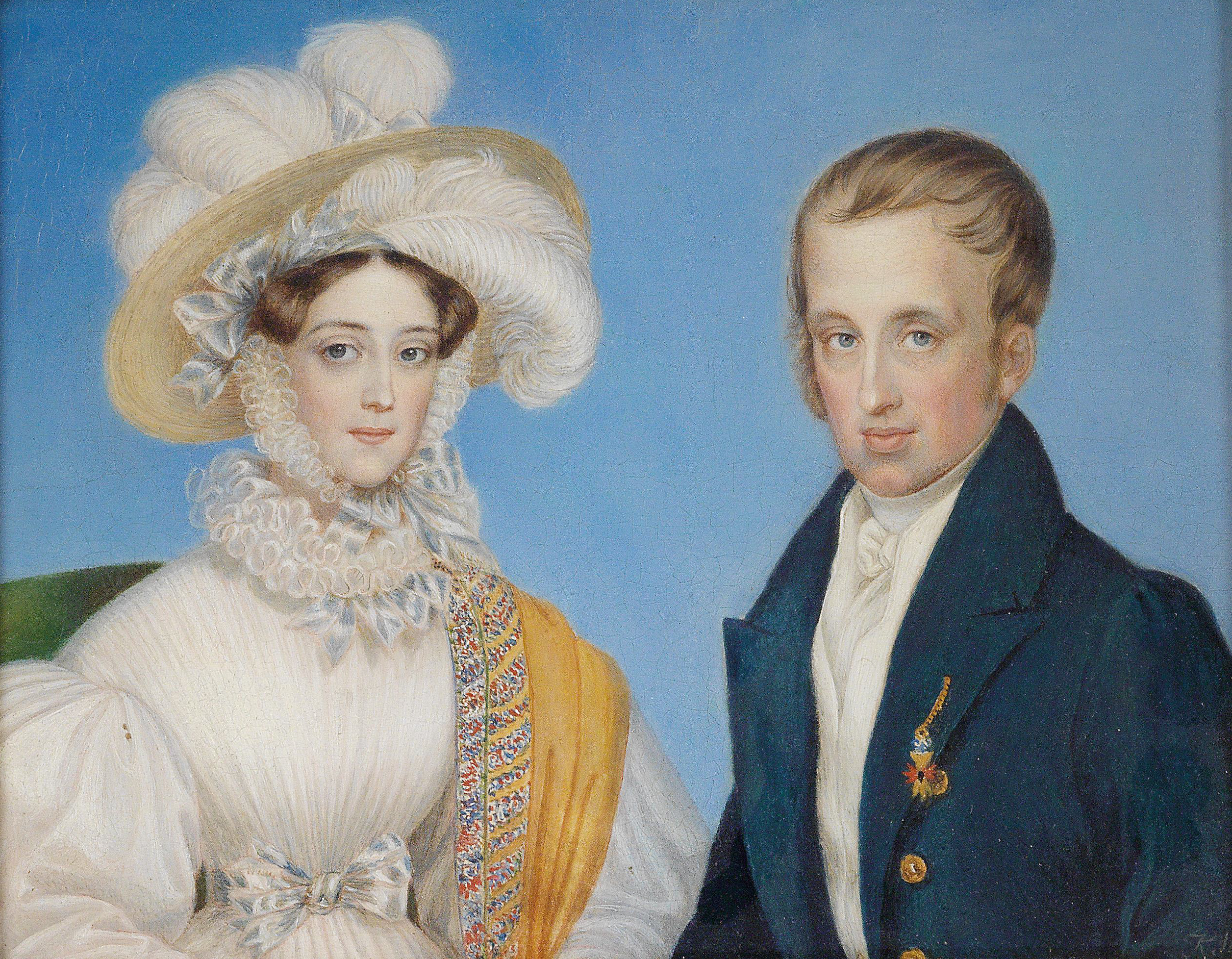
Le couple impérial.

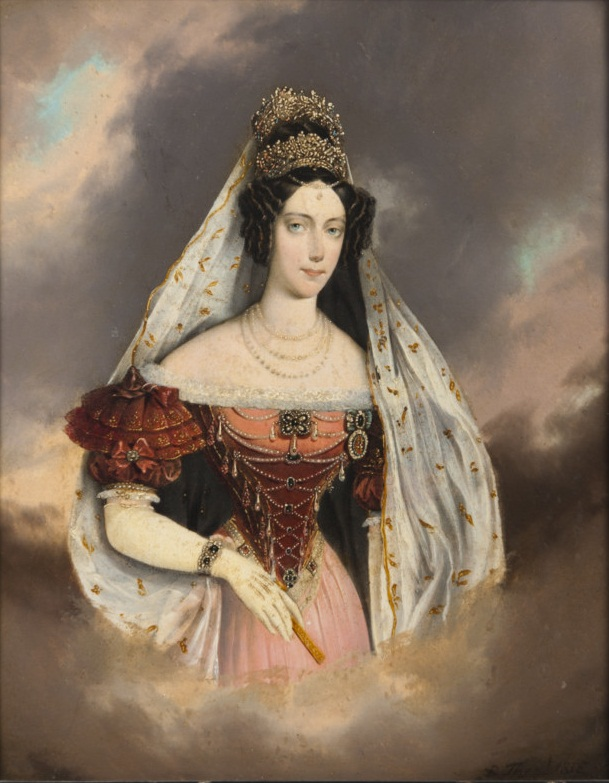
Marie-Anne de Savoie, portrait anonyme, vers 1830.

Marie-Anne est née au Palais Colonna de Rome, fille du roi Victor-Emmanuel Ier de Sardaigne et de son épouse, l'archiduchesse Marie-Thérèse d'Autriche-Este. Elle est baptisée avec sa sœur jumelle par le pape Pie VII au Palais Colonna le 20 septembre 1803. Un tableau représentant la scène est conservé au Museo di Roma.
À la chute de Napoléon Ier, le Congrès de Vienne rétablit son père sur le trône de leurs ancêtres augmentant le royaume du territoire de l'ancienne république de Gênes. Bien que son unique fils soit mort dans l'enfance, le roi Victor-Emmanuel Ier marie ses filles à ses pairs : l'aînée épouse en 1812 le duc de Modène, la seconde épouse en 1823 le duc de Parme, la benjamine épouse en 1832 le roi des Deux-Siciles. Marie-Anne, malgré sa beauté et ses vertus, n'a pas trouvé d'époux à l'approche de la trentaine quand, suivant l'avis de son puissant ministre, le prince de Metternich, l'empereur d'Autriche désire marier son fils aîné, l'archiduc Ferdinand, presque quadragénaire, débonnaire mais si limité que le souverain a pensé l'écarter de la succession.
Le 12 février 1831, Marie-Anne de Savoie est mariée par procuration, à Turin, à Ferdinand de Habsbourg-Lorraine qui devient par la suite Ferdinand V de Hongrie et empereur d'Autriche le 2 mars 1835. Le mariage a lieu en personne le 27 février de la même année à Vienne. Les époux n'ont pas de descendance. Il est possible que le mariage n'ait pas été consommé. Marie-Anne est respectée pour sa piété et sa dignité. Peut-être faut-il voir dans les égards qu'elle reçoit un peu de compassion car chacun sait qu'elle tient plus un rôle d'infirmière que d'épouse auprès de son mari.
Le 12 septembre 1836, elle est également couronnée reine de Bohême à Prague.
Elle est probablement celle qui a présentée sa nièce l’archiduchesse Marie-Thérèse de Modène au Comte de Chambord.
Pendant la révolution de 1848, elle soutient sa belle-sœur, l'archiduchesse Sophie et l'impératrice-douairière et convainc son mari d'abdiquer en faveur de son neveu François-Joseph. C'est ce que l'on appellera galamment « Le complot des dames ».
Après l'abdication de Ferdinand le 2 décembre 1848, elle se retire en sa compagnie partageant son temps entre le château de Prague et celui de Reichstadt. Veuve, elle s'attire la sympathie de son successeur, la controversée « Sissi ». Elle meurt le 4 mai 1884, neuf ans après son mari auprès duquel elle est enterrée dans la crypte Ferdinand de la crypte des Capucins à Vienne.

## Source
- (de) Constantin Wurzbach, Biographische Lexikon des Kaiserthums Österreich, vol. VII, éd. K u. K. Hofdruckerei, Vienne, 1861, Pp. 28, 29, article en ligne